# 皮埃尔·阿方斯·洛朗
皮埃尔·阿方斯·洛朗（法語：Pierre Alphonse Laurent，法語發音：[pjɛʁ.al.fɔ̃s.lɔʁɑ̃]，1813年7月18日—1854年9月2日）是一名法国数学分析学者和工程师，是复变函数论中洛朗级数的发现人。与洛朗级数相关的洛朗多项式也以他命名。

## 生平
“洛朗”(Laurent)这个姓氏与英语姓名“劳伦斯”(Lawrence)同源，都源于意大利古地名“劳伦通”(拉丁語：Laurentum)。“皮埃尔”(Pierre)则是“石头”(希臘語：πέτρα)之意。
1813年7月18日，皮埃尔·洛朗出生于法国巴黎。1830年至1832年，洛朗进入巴黎综合理工学院就读，并以优异成绩毕业。他毕业后进入工程师部队服役，军衔为少尉。之后，他又去位于法国东北部梅斯城的炮兵与杰出人才应用学校进修。后来，他又被调往位于非洲北部的阿尔及利亚，并游历了该国的特莱姆森和穆阿斯凯尔等城市。
1840年，洛朗从阿尔及利亚返回法国。他花费6年时间指导了位于英吉利海峡一侧的阿弗尔海港的扩建行动。法国到19世纪为止，主港一直都是鲁昂。但洛朗在阿弗尔港的水事扩建使得阿弗尔港成为新的法国主要海港。
在法国勒阿弗尔从事海港工程建设期间，洛朗也开始写数学论文。1842年-1843年，他专为冲击法国科学院大奖而提交了文章。他的文章被收下，但是过了参与评比的截止日期，所以没有被发表。1847年，他成为法国科学院几何学部门的通信者。1851年，他被选入防御委员会(comité des fortifications)。1852年，他写了一篇关于偏微分方程的论文。他也为多重积分理论和函数项级数的发展作出了贡献。他构想了一种光学理论，并在与弗朗索瓦·阿拉果的通信中发展了有关波动的理论。另有他修订的一篇有关虚数理论的论文在其死后发表。
1854年9月2日，洛朗在巴黎去世，享年41岁。他的数学成果直到死后才得以发表。